# NK Galižana
NK Galižana je nogometni klub iz Galižane.
Trenutačno se natječe se u 1. ŽNL Istarskoj.